# Dallas Cup
La Dallas Cup es un torneo anual internacional de fútbol de carácter amistoso disputado entre equipos juveniles. El torneo fue creado en 1980 y se celebra en la ciudad de Dallas, Texas.

## Campeones por año
| Año                 | Campeón                    | País           |
| ------------------- | -------------------------- | -------------- |
| 1980                | Texas Longhorns            | Estados Unidos |
| 1981                | Royal Navy                 | Inglaterra     |
| 1982                | Lagos Stars                | Nigeria        |
| 1983                | NSL Select                 | Canadá         |
| 1984                | NSL Select                 | Canadá         |
| 1985                | Trebor Lions               | Nigeria        |
| 1986                | Comets                     | Estados Unidos |
| 1987                | Academia Tahuichi Aguilera | Bolivia        |
| 1988                | Academia Tahuichi Aguilera | Bolivia        |
| 1989                | Academia Tahuichi Aguilera | Bolivia        |
| 1990                | Academia Tahuichi Aguilera | Bolivia        |
| 1991                | Dynamo Moscow              | Rusia          |
| 1992                | West Ham                   | Inglaterra     |
| 1993                | Real Madrid                | España         |
| 1994                | Real Madrid                | España         |
| 1995                | São Paulo                  | Brasil         |
| 1996                | Vitória                    | Brasil         |
| 1997                | Vitória                    | Brasil         |
| 1998                | San Lorenzo                | Argentina      |
| 1999                | Corinthians                | Brasil         |
| 2000                | Corinthians                | Brasil         |
| 2001                | UNAM Pumas                 | México         |
| 2002                | Nottingham Forest          | Inglaterra     |
| 2003                | Tigres                     | México         |
| 2004                | Atlético Paranaense        | Brasil         |
| 2005                | Atlético Paranaense        | Brasil         |
| 2006                | Dallas Texans              | Estados Unidos |
| 2007                | São Paulo                  | Brasil         |
| 2008                | Liverpool                  | Inglaterra     |
| 2009                | São Paulo                  | Brasil         |
| 2010                | Cruzeiro                   | Brasil         |
| 2011                |                            |                |
| Eintracht Fráncfort | Alemania                   |                |
| Tigres              | México                     |                |
| 2012                | Coritiba                   | Brasil         |
| 2013                | Fulham                     | Inglaterra     |
| 2014                | River Plate                | Argentina      |
| 2015                | Coritiba                   | Brasil         |
| 2016                | Everton                    | Inglaterra     |
| 2017                | FC Dallas                  | Estados Unidos |
| 2018                | Tigres UANL                | México         |
| 2019                | Tigres UANL                | México         |
| 2022                | Panamá sub-20              | Panamá         |

## Títulos por equipo
| Equipo              | País           |
| 4 títulos           | 4 títulos      |
| ------------------- | -------------- |
| Tahuichi            | Bolivia        |
| Tigres              | México         |
| 3 títulos           |                |
| São Paulo           | Brasil         |
| 2 títulos           |                |
| Atlético Paranaense | Brasil         |
| Corinthians         | Brasil         |
| NSL Select          | Canadá         |
| Real Madrid         | España         |
| Vitória             | Brasil         |
| Coritiba FC         | Brasil         |
| 1 título            |                |
| River Plate         | Argentina      |
| Comets              | Estados Unidos |
| Cruzeiro            | Brasil         |
| Dallas Texans       | Estados Unidos |
| Dynamo Moscow       | Rusia          |
| Eintracht Fráncfort | Alemania       |
| FC Dallas           | Estados Unidos |
| Fulham F.C.         | Inglaterra     |
| Lagos Stars         | Nigeria        |
| Liverpool           | Inglaterra     |
| Nottingham Forest   | Inglaterra     |
| Royal Navy          | Inglaterra     |
| San Lorenzo         | Argentina      |
| Texas Longhorns     | Estados Unidos |
| Trebor Lions        | Nigeria        |
| UNAM Pumas          | México         |
| West Ham            | Inglaterra     |
| Everton             | Inglaterra     |
| Selección de Panamá | Panamá         |

## Títulos por país
| País           |            |
| 12 títulos     | 12 títulos |
| -------------- | ---------- |
| Brasil         |            |
| 6 títulos      |            |
| Inglaterra     |            |
| 5 títulos      |            |
| México         |            |
| 4 títulos      |            |
| Bolivia        |            |
| Estados Unidos |            |
| 2 títulos      |            |
| Alemania       |            |
| Argentina      |            |
| Canadá         |            |
| Nigeria        |            |
| España         |            |
| 1 título       |            |
| Rusia          |            |
| Panamá         |            |